# Chilicola paramo
Chilicola paramo är en biart som beskrevs av Gonzalez och Michener 2004. Chilicola paramo ingår i släktet Chilicola och familjen korttungebin. Inga underarter finns listade i Catalogue of Life.